# جون هانفورد
جون هانفورد (بالإنجليزية: John Hanford)‏ هو دبلوماسي أمريكي، ولد في 1952.